# الين الكوري
كان الين هو العملة المستخدمة في كوريا وإمبراطورية اليابان بين عامي 1910 و1945. وكان يعادل الين الياباني ويتألف من العملة اليابانية والأوراق النقدية الصادرة خصيصا لكوريا. قُسِّم الين إلى ١٠٠ سين. حلّ محلّ الوون الكوري من حيث القيمة الاسمية، ثمّ حلَّ محلّه الوون الكوري الجنوبي والوون الكوري الشمالي من حيث القيمة الاسمية.
من عام 1902 إلى عام 1910، صُدرت الأوراق النقدية من قبل Dai-Ichi Bank. تشمل الفئات 10 سين، و20 سين، و50 سين، و1 ين، و5 ين، و10 ين. كانت أوراق النقد من فئة السين عمودية وتشبه أوراق النقد اليابانية من فئة السين الصادرة عام 1872 والين العسكري الياباني في مطلع القرن العشرين. كانت هذه الأوراق النقدية قابلة للاسترداد "بالعملة اليابانية في أي من فروعها في كوريا".
في عام 1909، تأسس بنك كوريا (韓國銀行) في سيول كبنك مركزي وبدأ في إصدار العملة من النوع الحديث. بعد إنشاء بنك كوريا، بدأ على الفور في إصدار أوراقه النقدية الخاصة، وكانت هذه الأوراق النقدية الجديدة قابلة للاسترداد " بالذهب أو أوراق نيبون جينكو ". كانت معظم الاحتياطيات التي احتفظ بها بنك كوريا في ذلك الوقت عبارة عن أوراق نقدية أصدرها بنك اليابان وأوراق تجارية.
لم تُعدل الأوراق النقدية التي أصدرها بنك كوريا إلا بشكل طفيف للغاية عن الأوراق النقدية السابقة لبنك داي إيتشي التي حصل تداولها في كوريا لتقليل أي ارتباك محتمل أثناء فترة الانتقال. أُدرج اسم بنك كوريا وأُستبدل شعار البرقوق الملكي لكوريا بشعار بنك داي إيتشي ذي العشرة رؤوس، وغُير لون الجوانب الخلفية للأوراق النقدية بقيمة 1 ين، ولكن جميع التغييرات كانت ضئيلة بشكل عام.
صدرت أوراق النقد الصادرة عن بنك كوريا في عام 1909 وصُدرت في عامي 1910 و1911. بعد أن فقدت كوريا سيادتها أمام اليابان في عام 1910، غُير اسم بنك كوريا إلى بنك تشوسن (朝鮮銀行، الكورية: جوسون إيونهانغ، اليابانية: تشوسن جينكو). أول ورقة نقدية لبنك المختار كانت مؤرخة في عام 1911 وأصدرت في عام 1914. صُدرت أوراق نقدية من فئة 1 ين، و5 ينات، و10 ينات، و100 ينات بشكل منتظم، في حين كانت هناك أحيانًا بعض أوراق النقد من فئة السينات (5، 10، 20، 50 سينًا). طُبعت فئة 1000 ين ولكن لم تُصدر أبدًا في نهاية الحرب العالمية الثانية. كانت الإصدارات السابقة قابلة للاسترداد "بالذهب أو بعملة Nippon Ginko ". وقد كتبت عبارة مشابهة باللغة اليابانية في إصدارات لاحقة. من المحتمل أن تكون صورة الرجل العجوز الموجودة على العملة تمثيلًا رمزيًا لطول العمر، ربما استنادًا إلى كيم يون سيك

## سين

### 1916
| فئة                    | أمام | يعكس | الزخرفة الوجهية | الزخرفة العكسية |
| ---------------------- | ---- | --- | --------------- | --------------- |
| 5 سين (Stamp currency) |      | \| data-sort-value="" style="background: #ececec; color: #2C2C2C; vertical-align: middle; text-align: center; " class="table-na" \| —\| data-sort-value="" style="background: #ececec; color: #2C2C2C; vertical-align: middle; text-align: center; " class="table-na" \| — |                 |                 |
| 10 سين                 |      | |                 | زخرفي           |
| 20 سين                 |      | |                 |                 |
| 50 سين                 |      | |                 |                 |

### 1919
| فئة    | أمام | يعكس | الزخرفة الوجهية | الزخرفة العكسية |
| ------ | ---- | ---- | --------------- | --------------- |
| 10 سين |      |      |                 |                 |
| 20 سين |      |      |                 |                 |
| 50 سين |      |      |                 |                 |

### 1937
| فئة    | أمام | يعكس | الزخرفة الوجهية | الزخرفة العكسية |
| ------ | ---- | ---- | --------------- | --------------- |
| 10 سين |      |      |                 |                 |
| 50 سين |      |      |                 |                 |

## ين

### 1911
| فئة                       | أمام | يعكس | الزخرفة الوجهية | الزخرفة العكسية |
| ------------------------- | ---- | ---- | --------------- | --------------- |
| 1 ين (Gold certificate)   |      |      | جوروجين         |                 |
| 5 ين (Gold certificate)   |      |      | جوروجين         |                 |
| 10 ين (Gold certificate)  |      |      | جوروجين         |                 |
| 100 ين (Gold certificate) |      |      | دايكوكوتين      |                 |

### 1932
| فئة   | أمام | يعكس | الزخرفة الوجهية | الزخرفة العكسية |
| ----- | ---- | ---- | --------------- | --------------- |
| 1 ين  |      |      | جوروجين         |                 |
| 5 ين  |      |      | جوروجين         |                 |
| 10 ين |      |      | جوروجين         |                 |

### 1938
| فئة    | أمام | يعكس | الزخرفة الوجهية | الزخرفة العكسية |
| ------ | ---- | ---- | --------------- | --------------- |
| 100 ين |      |      | جوروجين         |                 |

### 1944
| فئة    | أمام | يعكس | الزخرفة الوجهية | الزخرفة العكسية |
| ------ | ---- | ---- | --------------- | --------------- |
| 1 ين   |      |      | جوروجين         |                 |
| 5 ين   |      |      | جوروجين         |                 |
| 10 ين  |      |      | جوروجين         |                 |
| 100 ين |      |      | جوروجين         |                 |

### 1945
| فئة                      | أمام | يعكس    | الزخرفة الوجهية | الزخرفة العكسية |
| ------------------------ | --- | ------- | --------------- | --------------- |
| 1 ين                     | |         | جوروجين         |                 |
| 5 ين                     | |         | جوروجين         |                 |
| 100 ين                   | |         | جوروجين         |                 |
| 1000 ين (Never released) | \| data-sort-value="" style="background: #ececec; color: #2C2C2C; vertical-align: middle; text-align: center; " class="table-na" \| — | جوروجين |                 |                 |